# Velká Británie na Letních olympijských hrách 1928
Velkou Británii na Letních olympijských hrách v roce 1928 v nizozemském Amsterdamu reprezentovalo 232 sportovců (201 mužů a 31 žen) ve 14 sportovních odvětvích.

## Medailová umístění
| Medaile | Jméno | Sport                | Disciplína                          |
| ------- | --- | -------------------- | ----------------------------------- |
| Zlato   | Douglas Lowe | Atletika             | Muži běh na 800 m                   |
| Zlato   | David Burghley | Atletika             | Muži 400 m překážek                 |
| Zlato   | Richard Beesly John Lander Edward Vaughan Bevan Michael Warriner                                                                                                | Veslování            | Muži čtyřka bez kormidelníka        |
| Stříbro | Jack London | Atletika             | Muži běh na 100 m                   |
| Stříbro | Walter Rangeley | Atletika             | Muži běh na 200 m                   |
| Stříbro | Frank Southall | Cyklistika           | Muži silniční závod jednotlivců     |
| Stříbro | Jack Lauterwasser John Middleton Frank Southall | Cyklistika           | Družstvo mužů - hromadný start      |
| Stříbro | Ernest Chambers John Sibbit | Cyklistika           | Muži tandem                         |
| Stříbro | Muriel Freeman | Šerm                 | Ženy fleret                         |
| Stříbro | Robert Nisbet Terence O'Brien | Veslování            | Muži dvojka bez kormidelníka        |
| Stříbro | John Badcock Jack Beresford Donald Gollan Jamie Hamilton Gordon Killick Harold Lane Guy Oliver Nickalls Arthur Sulley Harold West                               | Veslování            | Muži osmiveslice                    |
| Stříbro | Ellen King | Plavání              | Ženy 100 m znak                     |
| Stříbro | Joyce Cooper Ellen King Cissie Stewart Iris Tanner | Plavání              | Ženy štafeta 4 × 100 m volný způsob |
| Bronz   | Cyril Gill Jack London Walter Rangeley Edward Smouha | Atletika             | Muži štafeta 4 × 100 m              |
| Bronz   | George Southall Harry Wyld Lew Wyld Percy Wyld | Cyklistika           | Družstvo mužů stíhací závod         |
| Bronz   | Annie Broadbent Lucy Desmond Margaret Hartley Amy Jagger Isobel Judd Jessie Kite Marjorie Moreman Edith Pickles Ethel Seymour Ada Smith Hilda Smith Doris Woods | Sportovní gymnastika | Družstvo žen                        |
| Bronz   | Theodore Collet | Veslování            | Muži skif                           |
| Bronz   | Joyce Cooper | Plavání              | Ženy 100 m volný způsob             |
| Bronz   | Joyce Cooper | Plavání              | Ženy 100 m znak                     |
| Bronz   | Samuel Rabin | Zápas                | muži, volný styl do 79 kg           |